# Выборгская улица (Москва)
Вы́боргская у́лица — улица в Северном административном округе города Москвы на территории Войковского района. Проходит от Ленинградского шоссе до Михалковской улицы. Нумерация домов ведётся от Ленинградского шоссе.

## Происхождение названия
Улица названа в 1964 году по городу Выборг (Ленинградская область). До этого в процессе строительства носила название Проектируемый проезд № 1494.

## Описание
Улица начинается от пересечения с Ленинградским шоссе (между д. № 44 и 46) двумя «рукавами» длиной по 300 м: южный — двухполосное одностороннее движение от шоссе, северный — двухполосное одностороннее движение к шоссе. Направление — с юго-запада на северо-восток. Вдоль второй половины улицы на поверхность выходит Головинский канал, соединяющий Химкинское водохранилище и Верхний Головинский пруд.
Примыкания с обеих сторон одинаковы: улица Адмирала Макарова. После пересечения с ней улица становится двухполосной (по одной полосе в каждую сторону).
На протяжении улицы два светофора и один нерегулируемый пешеходный переход (в начале). Тротуарами улица с обеих сторон оборудована лишь в некоторых местах. Заканчивается улица звездообразным перекрёстком с Головинским шоссе, Нарвской и Михалковской улицами (граница с районами «Головинский» и «Коптево»).

## Здания и сооружения
Нечётная сторона
- № 3 к. 1 — Российский государственный военный архив (РГВА)
- № 3 к. 2 — Российский государственный архив литературы и искусства (РГАЛИ)

Чётная сторона
- № 14, 14-а — УВД САО Москвы
- № 18, 20, 20 к. 2, стр. Б, 4 и 5 — СИЗО № 5 (ФБУ ИЗ-77/5 УФСИН РФ по г. Москве)

## Общественный транспорт
- По улице наземный общественный транспорт не проходит. Вблизи улицы проходят автобусы 90, 123, 243, 403, 565, 570, 621, н1.
- Станция метро  Водный стадион — в 600 м от первой трети улицы.
- Ж/д станция «Братцево»[3] — в 800 м от середины улицы.

## Галерея

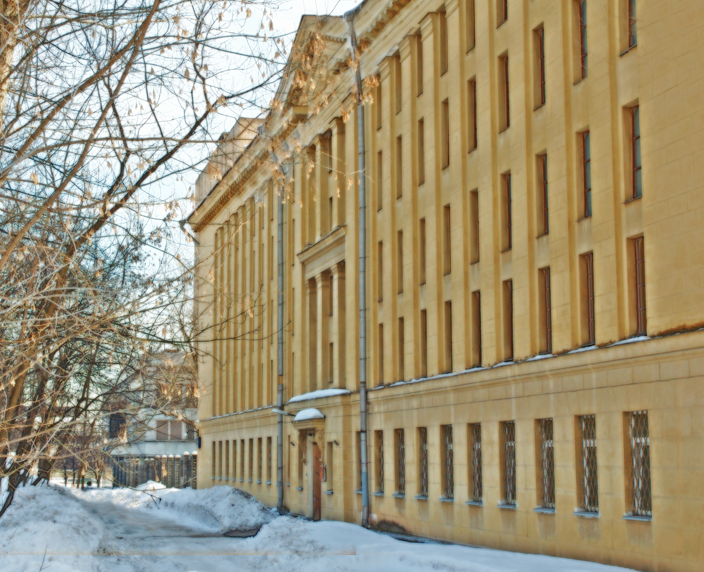
РГАЛИ (д. № 3 к. 2)
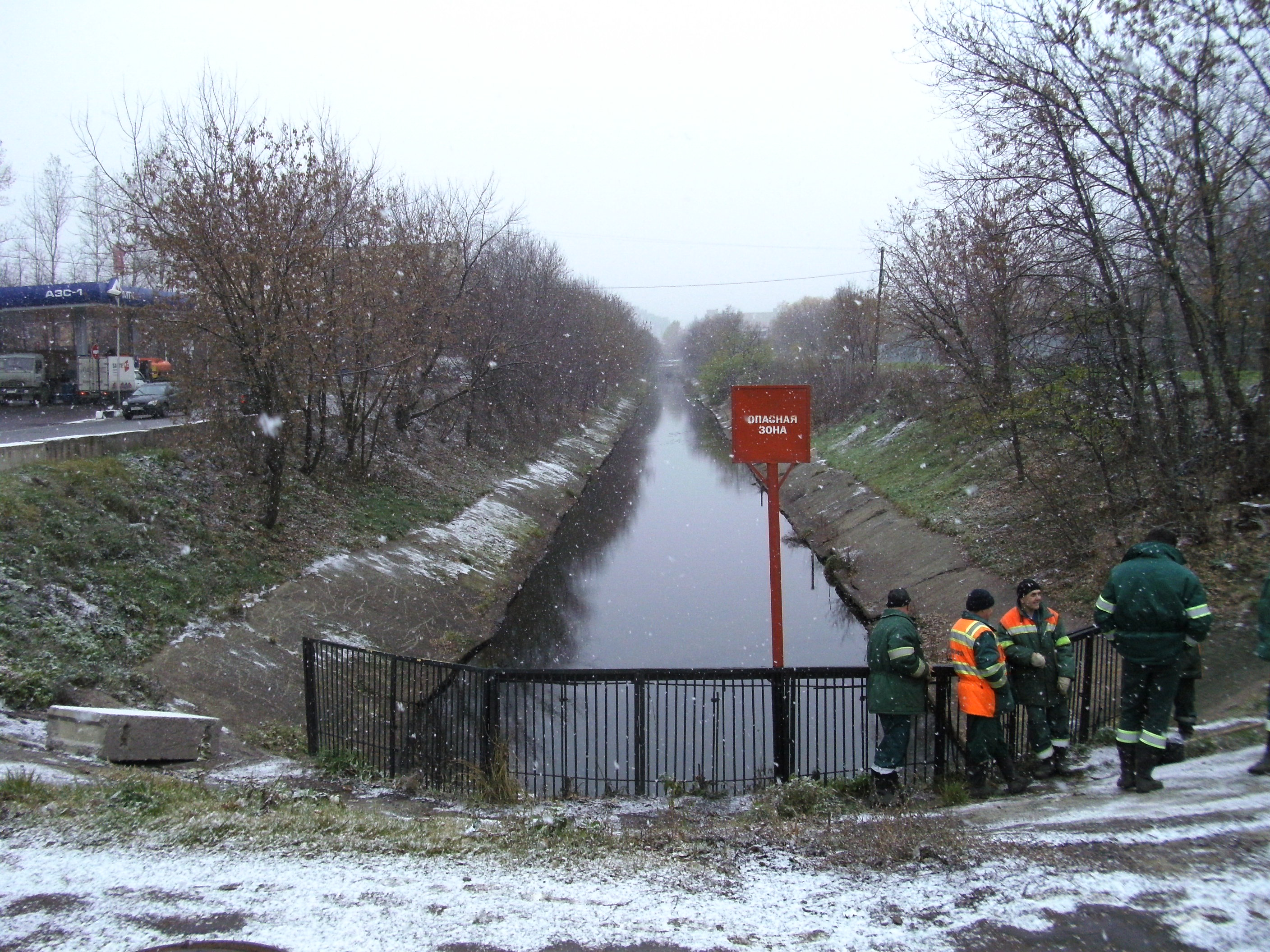
Вдоль второй половины улицы на поверхность выходит Головинский канал, соединяющий Химкинское водохранилище и Верхний Головинский пруд
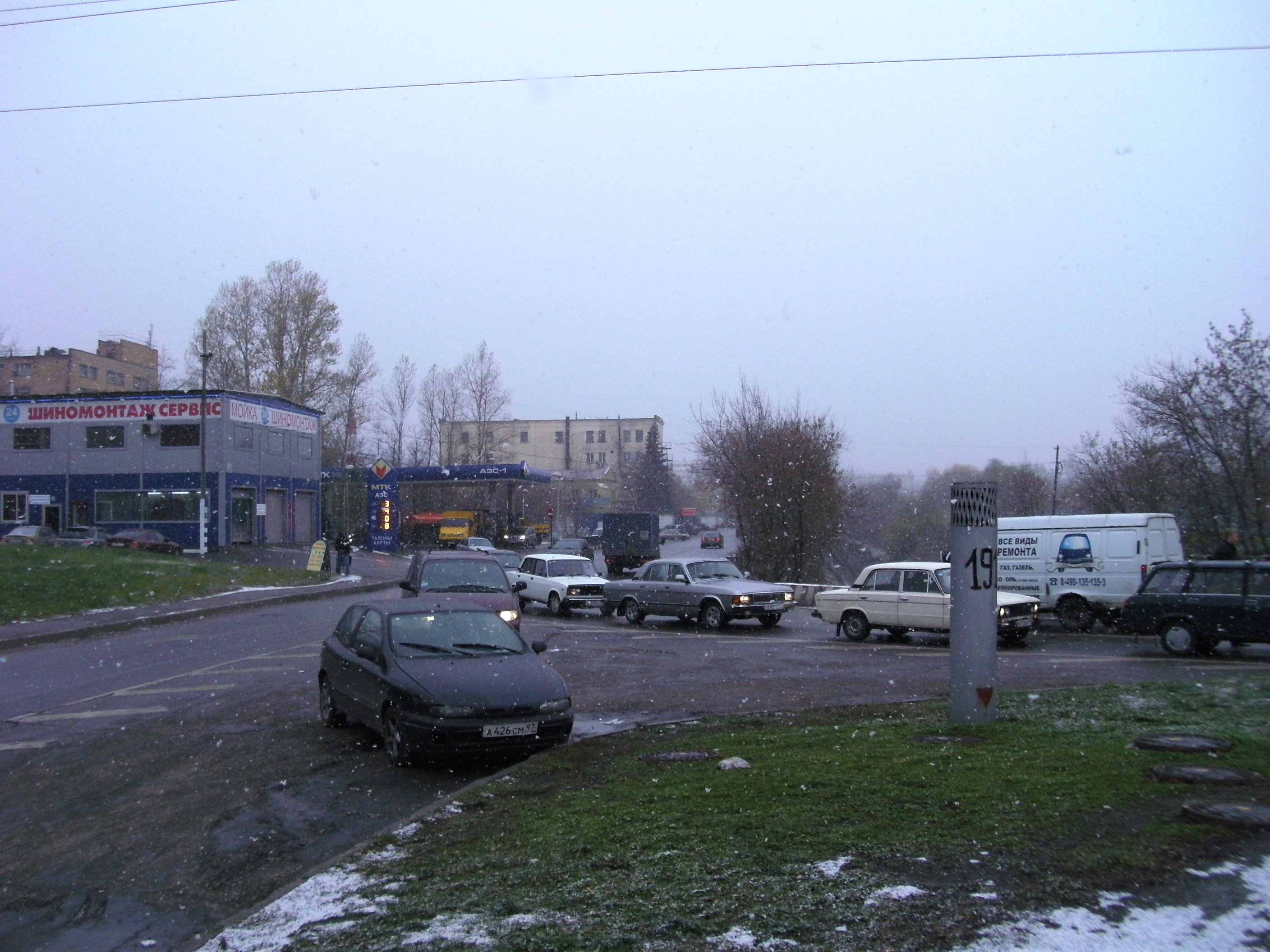
Конец улицы. На правой части снимка автомобили, поворачивающие на Головинское шоссе, Нарвскую улицу (в сторону Кронштадтского бульвара) и Михалковскую улицу (двустороннее движение). На левой — одностороннее движение, поворот на Нарвскую улицу (в сторону ул. Клары Цеткин)